# Łukasz Wallis
Łukasz Wallis ps. Herman Dónaj, Jacek z Wygiełzowa (ur. 11 października 1863 w Rozbarku jako Lucas Herrmann Wallis, zm. 5 czerwca 1940) – polski folklorysta, autor zbioru liczącego kilkaset pieśni ludowych, dokumentalista śląskich zwyczajów, przysłów, podań i legend. 

## Życiorys
Urodził się w Rozbarku (obecnie dzielnica Bytomia) jako syn Jana Wallisa i Johanny Kafki. Pracował w zawodzie maszynisty górniczego w kopalni węgla kamiennego Rozbark. Uczestniczył w zebraniach Towarzystwa św. Alojzego. Zbieranie śląskich pieśni ludowych rozpoczął mając 23 lata w 1886. 
W 1894 roku zawarł związek małżeński z Anastasią Kuderą (1873-1903).
Dzięki pośrednictwu księdza Jana Kudery i Emila Szramka zbiór Łukasza Wallisa otrzymała Polska Akademia Umiejętności w Krakowie. W autobiografii napisał, że gromadził także polskie książki i prasę. Wypożyczał książki u Wojciecha Zioba, właściciela księgarni przy kościele Panny Marii w Bytomiu, który przechowywał biblioteczkę Kasyna Polskiego. W 1918 nabył książki od Wawrzyńca Hajdy. W 1936 został uhonorowany Srebrnym Wawrzynem Akademickim.
Spoczywa na cmentarzu parafii św. Józefa w Świętochłowicach - Zgodzie. Wallis jest patronem ulic w Bytomiu i Zabrzu.

## Publikacje
- Łukasz Wallis: Wojsko św. Jadwigi czyli Legendy o wojsku św. Jadwigi w Sroczej Górze za Rozbarkiem pod Bytomiem. Bytom: Księgarnia T. Rak (A Ziob) przy Kościele Najśw. Panny Maryi w Bytomiu, 1922, s. 30. [dostęp 2020-06-05].
- Łukasz Wallis: Kolędy Górnośląskie czyli opis zwyczaji ludowych w czasie Bożego Narodzenia oraz 32 starych kolęd górnośląskich z melodjami zebranych z ust ludu przez Hermana Dónaja. Bytom: Katolik, 1925, s. 117. [dostęp 2020-06-05].